# Uraniborg (Schiff)
Die Uraniborg ist eine Doppelendfähre der schwedischen Reederei Ventrafiken.

## Geschichte
Die Fähre wurde von dem dänischen Schiffsarchitekturbüro Knud E. Hansen in Helsingør entworfen. Sie wurde unter der Baunummer 124 auf der dänischen Werft Hvide Sande Skibs- & Baadebyggeri in Hvide Sande für die Rederi Ventrafiken in Landskrona gebaut und im November 2012 abgeliefert. Der Rohbau wurde von einer Werft in Gdynia zugeliefert. Er wurde am 5. September 2011 mithilfe eines Krans ins Wasser gesetzt und wenig später zur Ausrüstung nach Hvide Sande geschleppt.
Zunächst sollte die Fähre von der spanischen Werft Astilleros M. Cies in Vigo gebaut werden. Aufgrund der Insolvenz der Werft trat Ventrafiken im April 2010 vom Bauvertrag zurück.
Die Fähre verkehrt zwischen Landskrona und der Insel Ven im Öresund. Sie ersetzte die 1990 gebaute Stjerneborg. Benannt ist sie nach dem Observatorium des dänischen Astronomen Tycho Brahe aus dem 16. Jahrhundert, das sich auf der Insel Ven befand.

## Technische Daten und Ausstattung
Das Schiff wird von zwei Viertakt-Zwölfzylinder-Dieselmotoren des Typs Caterpillar C32 ACERT mit jeweils 709 kW Leistung angetrieben. Die Motoren wirken auf jeweils eine Propellergondel mit Twin-Propellern, von denen sich jeweils eine an den beiden Enden der Fähre befindet. Für die Stromerzeugung stehen zwei Dieselgeneratoren mit 170 kW Leistung (212 kVA Scheinleistung) zur Verfügung. Die Antriebsmotoren sind in zwei getrennten Maschinenräumen im Rumpf der Fähre untergebracht.
Die Fähre verfügt über ein durchlaufendes Fahrzeugdeck mit zwei Fahrspuren. Das Fahrzeugdeck ist über Rampen an beiden Enden der Fähre zugänglich. Die Rampen sind jeweils 4,5 Meter lang und 4,5 Meter breit. An einer der beiden Enden der Fähre befindet sich die Rampe hinter einem hochklappbaren Visier. Auf dem Fahrzeugdeck können 14 Pkw oder sieben Pkw und zwei Lkw befördert werden.
Das Fahrzeugdeck ist an den Enden nach oben offen. Ansonsten ist es von den Decksaufbauten überbaut. Die nutzbare Durchfahrtshöhe beträgt 4,8 Meter. In den Decksaufbauten befinden sich auf einer Seite vier Kabinen für die Schiffsbesatzung, die bei Bedarf doppelt belegt werden können, sowie eine Messe mit Pantry. Die Messe dient auch als Aufenthaltsraum für die Besatzungsmitglieder. Auf dem darüber liegenden, das Fahrzeugdeck überbauende Deck, befinden sich zwei Aufenthaltsräume für die Passagiere mit einem Kiosk und Sitzgelegenheiten für 54 bzw. 56 Personen. Auf dem Passagierdeck befinden sich außerdem an beiden Enden offene Decksbereiche mit Sitzgelegenheiten. Oberhalb des Passagierdecks befindet sich ein Sonnendeck mit weiteren Sitzgelegenheiten. Auf dieses ist mittig das Steuerhaus aufgesetzt. In diesem Aufbau befinden sich neben der Brücke unter anderem auch ein Büro und Betriebsräume.